# 쌍곡기하학
쌍곡기하학(Hyperbolic geometry) 또는 로바쳅스키기하학(Lobachevskian geometry)이란 평행선 공준을 대체하여 얻는 기하학이다.
평행선 공준을 모든 직선 R과 직선 R 밖 한 점 P에 대해, P를 지나면서 R과 교차하지 않는 직선(평행선)은 적어도 2개 존재한다로 바꾼 것이다. 평행선 공준과 동치인 플레이페어 공리가 주어진 직선 밖 한 점을 지나는, 그 직선의 평행선은 많아야 하나 존재한다. 인 반면에 쌍곡기하학에서는 평행선이 2개 이상 존재한다.
그 중에서 R의 한쪽 끝에서 거리가 0으로 접근하는 평행선은 각각의 방향에 대해 하나씩 존재하는데, 이러한 관계를 극한평행이라고 한다.
쌍곡기하학은 안장곡면과 유사구(Pseudosphere)의 기하학이기도 하다.

## 모형
쌍곡공간을 유클리드 공간에 옮기는 방법으로는 푸앵카레 원판 등의 기법이 있다.

## 같이 보기
- 클라인 부분군
- 수축량
- 해럴드 스콧 맥도널드 콕서터
- 존 밀너